# Macalaco
Macalaco (tetum Makalaku) ist ein osttimoresischer Ort und Suco im Verwaltungsamt Quelicai (Gemeinde Baucau).

## Der Ort
Der Ort Macalaco liegt im Nordwesten des Sucos, auf einer Meereshöhe von 351 m. Hier befindet sich eine medizinische Station und die Grundschule des Sucos, die Escola Primaria Macalaco.

## Der Suco
In Macalaco leben 1.137 Einwohner (2022), davon sind 563 Männer und 574 Frauen. Im Suco gibt es 242 Haushalte. Über 95 % der Einwohner geben Makasae als ihre Muttersprache an. Nur wenige Einwohner sprechen als Muttersprache Tetum Prasa.
Vor der Gebietsreform 2015 hatte Macalaco eine Fläche von 28,97 km². Nun sind es 27,52 km². Der Suco liegt im Nordwesten des Verwaltungsamts Quelicai. Nordöstlich liegen die Sucos Guruça und Abafala, südöstlich die Sucos Baguia und Letemumo und südlich der Suco Bualale. Im Nordwesten grenzt Macalaco an das Verwaltungsamt Baucau mit seinen Sucos Uailili, Samalari und Seiçal. Im Norden von Macalaco und im Grenzgebiet zu Guruça entspringen die Quellflüsse des Borauai. Quer durch Macalaco fließt der Salabada, der hier entspringt und auch wieder verschwindet. Im Grenzgebiet zu Bualale entspringt der Acanau, der auch seinem Weg entlang der Grenze seinen Namen in Saluhada ändert. Er ist ein Quellfluss des Seiçals.
Entlang der Grenze zu Baguia führt die Überlandstraße, die den Ort Quelicai mit der nördlichen Küstenstraße des Landes verbindet. Über die Straße hinaus reichen von Baguia aus die Orte Lacolio und Samadae nach Macalaco hinein. An der Südwestecke Abafalas liegt das Dorf Mumana, das sich ebenfalls bis nach Macalaco hinein erstreckt. Nah den Ufern des Salabadas liegen die eigentlich zu Macalaco gehörenden Siedlungen. Nördlich sind dies Macalaco, Bocilai und Macalira, südlich Larimuta, Defadae (Deladae), Luborice, Larubo und Chefamuai.
Im Suco befinden sich die drei Aldeias Bocilai, Defadae und Macalira.

## Politik
Bei den Wahlen von 2004/2005 wurde Hermenegildo Martins zum Chefe de Suco gewählt. Bei den Wahlen 2009 gewann Casimiro Belo. Die bei den Kommunalwahlen 2016 gewählte Virgina Freitas Rodrigues verstarb 2017. 2023 wurde Estevão Salomao M. Belo zum Chefe de Suco gewählt.
2023 wurden zum Chefe de Aldeias gewählt: Marito Freitas (Bocilai), Cesario Roumaldo Belo (Defadae) und Afonso Martins (Macalira).